# Tsuyoshi Kawachi
Tsuyoshi Kawachi (jap. 河内 剛 Tsuyoshi Kawachi; * 4. Januar 1945) ist ein ehemaliger japanischer Radrennfahrer.

## Sportliche Laufbahn
Kawachi war im Bahnradsport aktiv. Er war Teilnehmer der Olympischen Sommerspiele 1964 in Tokio. Im Sprint unterlag er im Vorlauf gegen Ulrich Schillinger, im Hoffnungslauf gegen Roger Gibbon. Über sein weiteres Leben und seine sportlichen Erfolge ist nichts bekannt.